# ويليام بالش
ويليام بالش (بالإنجليزية: William Balch)‏ هو لاعب اتحاد الرغبي نيوزيلندي، ولد في 17 أكتوبر 1871 في كايابوي ‏ في نيوزيلندا، وتوفي في 4 أبريل 1949 في كرايستشرش في نيوزيلندا.